# Xã Independence, Quận Day, South Dakota
Xã Independence (tiếng Anh: Independence Township) là một xã thuộc quận Day, tiểu bang Nam Dakota, Hoa Kỳ. Năm 2010, dân số của xã này là 65 người.